# Небукин, Василий Иванович
Василий Иванович Небукин (1926 год — ноябрь 1989 год, Енакиево) — старший вальцовщик Енакиевского металлургического завода Министерства чёрной металлургии Украинской ССР, Донецкая область. Герой Социалистического Труда (1966). Депутат Верховного Совета УССР 7 — 10 созывов.

## Биография
С 1941 года работал кладовщиком заготовительной конторы Вадского района Горьковской области. В ноябре 1943 году призван в Красную Армию. С мая 1944 года участвовал в Великой Отечественной войне. Служил разведчиком взвода пехотной разведки 364-го стрелкового полка 139-й стрелковой дивизии 2-го Белорусского фронта, линейным надсмотрщиком 855-й отдельной эксплуатационной телеграфной роты 2-го Белорусского фронта.
Получил рабочую профессию в ФЗО № 12 при Енакиевском металлургическом заводе. С 1952 года — подручный вальцовщика, вальцовщик, старший вальцовщик стана горячей прокатки прокатного цеха № 2 Енакиевского металлургического завода Донецкой области.
В 1953 году вступил в КПСС. В 1966 году удостоен звания Героя Социалистического Труда. Избирался депутатом Верховного Совета УССР 7 — 10 созывов.
Скончался в ноябре 1989 года в городе Енакиево.
Сочинения
- Каждой бригаде — рабочую копилку [Текст] : [Енакиев. металлург. з-д] / [Лит. запись В. Г. Трофимова]. — [Москва] : Профиздат, 1972. — 64 с.; 17 см. — (Б-чка профсоюзного активиста; 5).

## Награды
- Герой Социалистического Труда — указом Президиума Верховного Совета СССР от 22 марта 1966 года
- Орден Ленина
- Орден Красной Звезды (1944)
- Орден Отечественной войны 1 степени
- Почётный гражданин города Енакиево[3].